# William O'Connell Bradley
Pour les articles homonymes, voir Bradley.
Cet article possède un paronyme, voir William Bradley.
William O'Connell Bradley, né le 18 mars 1847 et mort le 23 mai 1914, est un politicien américain. Il fut gouverneur du Kentucky et sénateur de cet État.